# A rejtély szereplőinek listája
A rejtély c. amerikai tudományos-fantasztikus thriller szereplői.

## Olivia Dunham
Olivia Dunham (alakítja: Anna Torv) a New York-i Fayettevilleben született, de a pontos dátumot még nem ismerjük. Olivia gyermekkorában többször átélte mostohaapja kegyetlen indulatkitöréseit. A férfi leginkább féltékenységi jeleneteket rendezett. Amikor Olivia 9 éves volt, a részeg mostohaapja azzal vádolta a lány édesanyját, hogy megcsalja őt, és ezért brutálisan megverte, majd elhajtott a háztól. Az anyja soha sem jelentette a rendőrségnek ezeket az eseteket. A kislány amikor észrevette, hogy mostohaapja az autójával visszajött, felvette a férfi kézi lőfegyverét, amit az ágyához közeli szekrényben tartott, majd mikor az belépett a házba, a kétszer rálőtt. Sajnálatára a férfi nem halt meg, s miután kiheverte a sebeit, egy napon figyelmeztetés nélkül elhagyta a házat. A nő és a gyermek soha többé nem látta újra. Minden születésnapja alkalmával, Olivia kap tőle egy születésnapi üdvözlő kártyát, hogy emlékeztesse őt, még mindig kint van valahol. Olivia jelenleg az FBI különleges nyomozócsoportjában tevékenykedik.

## Peter Bishop
Peter Bishop (alakítja: Joshua Jackson) Walter Bishop fia. 30 éves, 190-es IQ-val rendelkező fiatalember, akit kidobtak a főiskoláról. Botrányos ügyei vannak, állandóan bajba keveredik. A jelenléte gyakran szükséges ahhoz, hogy az apja tudata tiszta maradjon. Mivel ő Walter egyetlen élő hozzátartozója, így neki kell a gondját viselnie. Nem rajong az apjáért, ahogy gyerekkorában sem tette, de a nyomozások ideje alatt lassan megkedveli, és gondoskodni kezd róla. Főleg azután, miután megtudta apjától, hogy kiskorában balesetet szenvedtek és egy idegen mentette meg őket. Peter miután találkozott megmentőjükkel, egy rejtélyes szemöldök nélküli emberrel, elszántabb lett, hogy kiderítse mi okozza ezt a sok rejtélyes esetet, amivel nap, mint nap szembekerülnek.

## Dr. Walter Bishop
Dr. Walter Bishop (alakítja: John Noble) 1946-ban született Cambridge-ben. A Harvard egyetemen tanult, majd az Oxfordnál és MIT-nél vezetett posztgraduális előadásokat. A 70-es évektől, egészen a 80-as évek végéig a Harvard Egyetem alagsori laboratóriumban végzett kísérleteket, de 1991-ben egy baleset következtében perbe fogták. A vád az volt, hogy embereken végez el kísérleteket. A férfit szellemileg instabilnak ítélték, és ezt követően elmegyógyintézetbe zárták, ahol csak közvetlen családtagjai látogathatták. A Harvard Egyetem alagsori laboratóriumát bezárták. Napjainkban, azaz 17 évvel később Bishop az FBI felügyelete mellett dolgozik, és visszakapta a laboratóriumát is.

## Visszatérő szereplők
- Michael Cerveris - Az Observer

## Vendég szereplők
- Max Baker - Jacob Fischer - ep | 105
- Mark Blum - Claus Penrose - ep | 102
- Marylouise Burke - Flora Meegar - ep | 105
- Jason Butler Harner - Richard és Morgan Steig - ep | 101
- Derek Cecil - Christopher Penrose - ep | 102
- Maria Dizzia - Emily Kramer - ep | 106
- Chris Eigeman - David Esterbrook - ep | 106
- Robert Eli - Ken Williams - ep | 106
- Lisa Emery - Paula Kramer - ep | 106
- Betty Gilpin - Loraine Daisy Alcott - ep | 102
- Peter Hermann - Grant Davidson - ep | 103
- William Hill - Marty Pitts - ep | 106
- Michael Kelly - John Mosley - ep | 104
- Donnie Keshawarz - Gerard - ep | 103
- David Lansbury - Matthew Ziegler - ep | 103
- Ebon Moss-Bachrach - Joseph Meegar - ep | 105
- Marjan Neshat - Claire Williams - ep | 106
- Zak Orth - Roy McComb - ep | 103
- Peter Outerbridge - Dr. Reyes - ep | 101
- Nestor Serrano - Henry Jacobson - ep | 104
- Brian Tarantina - Nice Guy - ep | 103
- Alok Tewari - Nadim Patel - ep | 106